# Mehmet Taş
Mehmet Taş (Mersin, 20 maggio 1991) è un calciatore turco, centrocampista del Sarıyer.

## Caratteristiche tecniche
È un mediano.

## Carriera

### Club
Cresciuto nelle giovanili dell'Ankaragücü, ha esordito in Süper Lig il 14 dicembre 2014 con la maglia del Mersin İ. Yurdu in un match pareggiato 1-1 contro il K. Erciyesspor.

## Statistiche

### Presenze e reti nei club
Statistiche aggiornate al 30 gennaio 2017.
| Stagione               | Squadra                | Campionato             | Campionato | Campionato | Coppe nazionali | Coppe nazionali | Coppe nazionali | Coppe continentali | Coppe continentali | Coppe continentali | Altre coppe | Altre coppe | Altre coppe | Totale | Totale | Totale |
| Stagione               | Squadra                | Comp                   | Pres       | Reti       | Comp            | Pres            | Reti            | Comp               | Pres               | Reti               | Comp        | Pres        | Reti        | Pres   | Reti   |        |
| ---------------------- | ---------------------- | ---------------------- | ---------- | ---------- | --------------- | --------------- | --------------- | ------------------ | ------------------ | ------------------ | ----------- | ----------- | ----------- | ------ | ------ | ------ |
| 2009-2010              | Ankara Demirspor       | 3L                     | 9          | 0          | CT              | 0               | 0               |                    | -                  | -                  |             | -           | -           | 9      | 0      |        |
| 2010-2011              | Hatayspor              | 3L                     | 29         | 2          | CT              | 0               | 0               |                    | -                  | -                  |             | -           | -           | 29     | 2      |        |
| 2011-2012              | Nazilli Belediyespor   | 3L                     | 6          | 1          | CT              | 0               | 0               |                    | -                  | -                  |             | -           | -           | 6      | 1      |        |
| 2012-2013              | Nazilli Belediyespor   | 2L                     | 31         | 1          | CT              | 3               | 1               |                    | -                  | -                  |             | -           | -           | 34     | 2      |        |
| 2013-2014              | Nazilli Belediyespor   | 2L                     | 28         | 1          | CT              | 3               | 0               |                    | -                  | -                  |             | -           | -           | 31     | 1      |        |
| Totale Nazilli         | Totale Nazilli         | Totale Nazilli         | 65         | 3          |                 | 6               | 1               |                    | -                  | -                  |             | -           | -           | 71     | 4      |        |
| 2014-2015              | Mersin İ. Yurdu        | SL                     | 8          | 1          | CT              | 9               | 0               |                    | -                  | -                  |             | -           | -           | 17     | 1      |        |
| 2015-2016              | Mersin İ. Yurdu        | SL                     | 22         | 1          | CT              | 7               | 2               |                    | -                  | -                  |             | -           | -           | 29     | 3      |        |
| Totale Mersin İ. Yurdu | Totale Mersin İ. Yurdu | Totale Mersin İ. Yurdu | 30         | 2          |                 | 16              | 2               |                    | -                  | -                  |             | -           | -           | 46     | 2      |        |
| 2016-2017              | Adana Demirspor        | 1L                     | 27         | 0          | CT              | 1               | 0               |                    | -                  | -                  |             | -           | -           | 28     | 0      |        |
| 2017-2018              | Gençlerbirliği         | SL                     | 1          | 0          | CT              | 3               | 0               |                    | -                  | -                  |             | -           | -           | 4      | 0      |        |
| Totale carriera        | Totale carriera        | Totale carriera        | 161        | 7          |                 | 26              | 3               |                    | -                  | -                  |             | -           | -           | 187    | 10     |        |